# Robert Hunger-Bühler

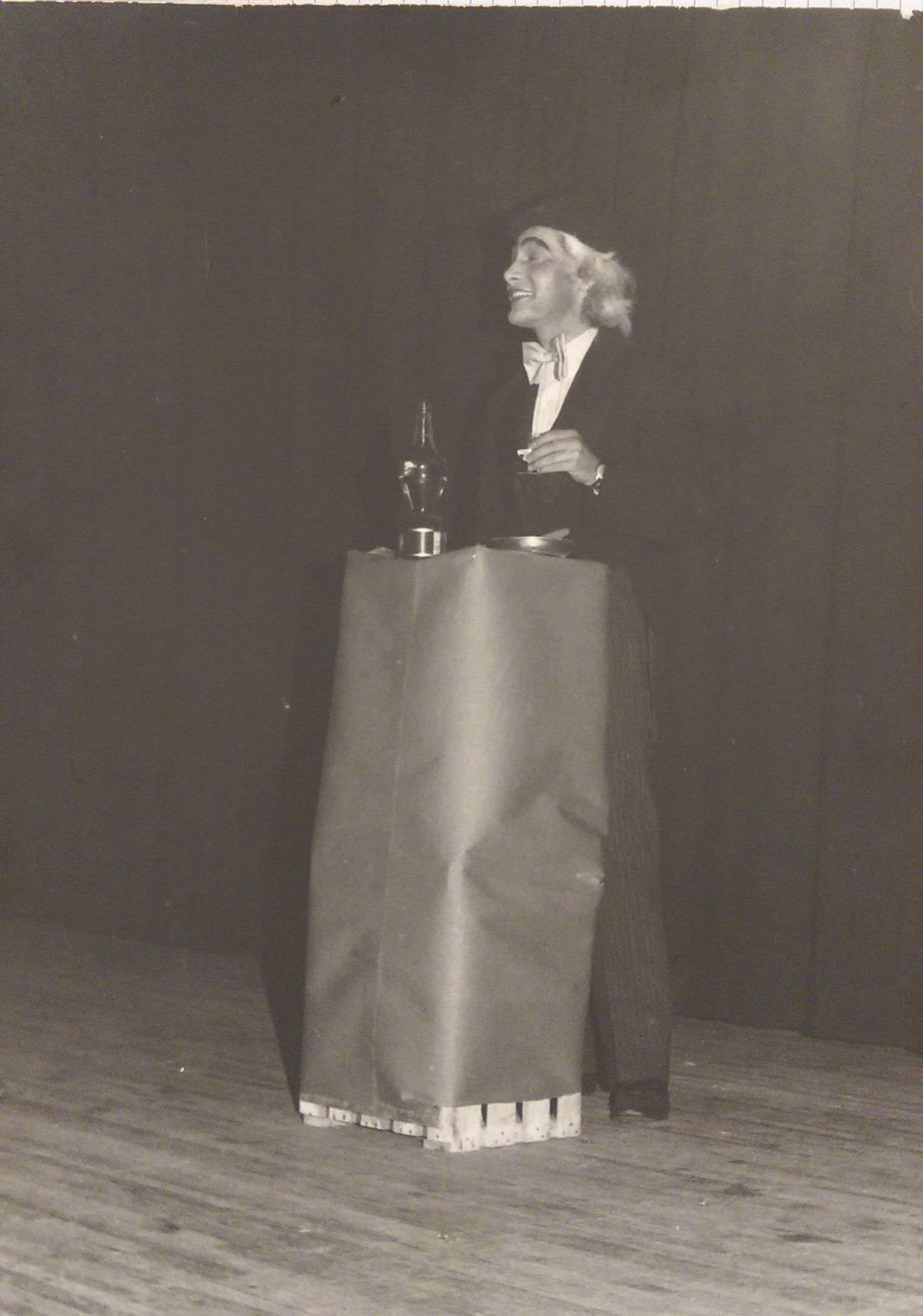
Robert Hunger-Bühler

Robert Hunger-Bühler (* 7. Mai 1953 in Sommeri-Hefenhofen, Kanton Thurgau) ist ein Schweizer Schauspieler, Regisseur und Autor.

## Leben
Robert Hunger-Bühler, Sohn eines Schreiners und einer Stenotypistin, wuchs zunächst in Sommeri, Bottighofen und Winterthur auf, bevor die inzwischen auf sechs Kinder (vier Mädchen, zwei Buben) angewachsene Familie nach Aarau zog. Dort besuchte er die Schulen und absolvierte danach eine Lehre als Hochbauzeichner. Er trieb viele Arten von Sport, etwa Kunstturnen, Leichtathletik, Geländeläufe und Boxen; zudem spielte er Posaune. Im Fussball schaffte er es beim FC Aarau bis zu den Inter-Junioren als Linksaussen.
Er inszenierte 1971 mit der Klasse 4C des Lehrerseminars Aarau von Anton Tschechow Die Hochzeit für das Schultheatertreffen. Nachdem er die Rekrutenschule als Radfahrer beendet hatte und anlässlich einer Hochzeit Tschechows Monolog Ueber die Schädlichkeit des Tabaks rezitierte, beschloss er Schauspieler zu werden.
Nach dem Besuch der Schauspielschule in Zürich (1972 bis 1975) und dem Studium der Theaterwissenschaften und Philosophie in Wien war Hunger-Bühler zunächst als Schauspieler und Regisseur in Wien, Bonn, Düsseldorf und Freiburg tätig. Weitere Stationen waren die Freie Volksbühne Berlin, die Volksbühne am Rosa-Luxemburg-Platz, die Schaubühne am Lehniner Platz, das Berliner Ensemble, das Deutsche Theater, das Burgtheater Wien und die Kammerspiele München.
Er arbeitete unter anderem mit den Regisseuren Dieter Haspel, Hans Gratzer, Karl Welunschek, Paul Burian, Christoph Nel, Ulrich Heising, Jossi Wieler, David Mouchtar Samorai, Jürgen Kruse, Frank Castorf, Andrea Breth, Claus Peymann, Luc Bondy, Barbara Frey, Stefan Pucher, Johan Simons, Matthias Hartmann Klaus Michael Grüber, Peter Zadek Christoph Marthaler, Hans Neuenfels, Milo Rau. In Peter Steins legendärer Faust-Inszenierung spielte Robert Hunger-Bühler den Mephisto.
Er gründete in Wien 1974 die Theatergruppe 85 im Internationalen Studentenhaus, inszenierte unter anderem in Wien, Berlin, Bonn, Potsdam, Freiburg i. Br., Bern, Basel und Zürich: Woyzeck, Büchner (Wien), produzierte mit Anne Tismer Gegenwart der Erinnerung, Jonke (Uraufführung, Bonn, Museum Abteiberg Mönchengladbach), Ubu Roi, Jarry; Automat, Julian Green, Der Austritt des Dichters R. Walser aus dem Lit. Verein, Gert Hofmann, Theater Freiburg; Maria Stuart, Schiller (Theater Potsdam); Die Bande, Einar Schleef (Volksbühne Berlin); Das Bachusfest, Arthur Schnitzler (Theater Kiel); Das Sparschwein, Labiche (Theater Basel); Alles ist zu ertragen, nur nicht Ueberglücklichkeit, Robert Walser, Bühne Christoph Storz (Bern, Aarau, Zürich); Oblomov, Gontscharov, (Bühne Peter Zumthor, Schauspielhaus Zürich). Lokalbericht Hermann Burger, (Uraufführung) Theater Tuchlaube Aarau, Kurtheater Baden, Konzerttheater Bern, Sternensaal Wohlen, TaB Reinach, Reithalle Aarau, Theaterfestival Lenzburg. 2019 inszenierte er "Die Fledermaus" von Johann Strauss, eine Co-Produktion mit "argovia philharmonic" und dem Kurtheater Baden der "Alten Schmiede" Baden.
Von der Spielzeit 2002/2003 bis Ende 2019 wirkte Robert Hunger-Bühler als Ensemblemitglied am Schauspielhaus Zürich. Zu seinen Rollen gehörten u. a.: Büchner; Danton, (Dantons Tod), Richard III, Michel (Elementarteilchen), Astel (Nach der Liebe beginnt ihre Geschichte), Shylock (Der Kaufmann von Venedig), Willy Loman (Tod eines Handlungsreisenden), E. A. Poe (A Dream within a Dream), Baumeister Solness (Ibsen), Heizer (Amerika), Kafka; Doktor (Woyzeck), Büchner; Pantalone (Diener zweier Herren), Goldoni; Hamm (Endspiel), Beckett; Hoederer (Schmutzige Hände), Sartre; Nathan (Nathan der Weise), Lessing; Herzog von Blangis (120 Tage von Sodom), De Sade/Pasolini; Puntila (Puntila und sein Knecht Matti), Brecht. Kreatur, "Frankenstein", Shelley/Dath; Dr Isaac Kohler, "Justiz" Dürrenmatt.
Seit Oktober 2021 spielt RHB in (Anne-Marie die Schönheit)" von Yasmina Reza die "Anne-Marie"
am Theater Freiburg in der Deutschen Erstaufführung mit anschließender Tournee in Deutschland, Italien und Schweiz; 2023 spielte er Herzog von Blangis in (The last Generation or 120 Days of Sodom) De Sade/Pasolini im Théâtre de Liège, NTGent, Théâtre National Bruxelles in der Regie von Milo Rau.
Er ist Mitglied der Deutschen Akademie der Darstellenden Künste und der European Film Academy.
2023 gründet Hunger-Bühler das Hörbuch-Label ((Audio Punctum))
Hunger-Bühler erhielt zahlreiche Einladungen zum Theatertreffen Berlin und zu Internationalen Festivals und wurde zweimal Zweiter Schauspieler des Jahres in "Theater Heute", und als Bester Schauspieler für die Darstellung des Casanova am Filmfestival Varna 2004 geehrt.
Das Bundesamt für Kultur verlieh Robert Hunger-Bühler den Schweizer Theaterpreis 2015 als Herausragender Schauspieler.
Das Aargauer Kuratorium ehrte Hunger-Bühler 2016 für sein Künstlerisches Schaffen mit einem Werkbeitrag.
Robert Hunger-Bühler war in erster Ehe mit Anne Tismer verheiratet und hat mit ihr die Tochter Okka Hungerbühler. Mit Sarah Bellin hat er den Sohn Wyatt Cy. Er wird als Schauspieler und Regisseur vertreten durch die Künstleragentur Baumbauer Actors.

## Filmografie (Auswahl)

### Kino
- 1982: Krücken (Kurzfilm) – Regie: Dusty Sprengnagel

- 1983: Danni – Regie: Martin Gies
- 1983: Karambolage – Regie: Kitty Kino
- 1983: Weht die Angst, so weht der Wind – Regie: Manfred Kaufmann
- 1985: Pasolini inszeniert seinen Tod/Così parlò Pasolini – Regie: Houchang Allahyari
- 1990: Bingo – Regie: Markus Imboden
- 1992: Die schwache Stunde – Regie: Danielle Giuliani
- 1998: Playboys (Kurzfilm) – Regie: Pepe Danquart
- 1999: Der Redenschreiber – Regie: Busso von Müller und Julia Albrecht
- 1999: Geboren in Absurdistan – Regie: Houchang Allahyari
- 2000: Dichterliebe – Regie: Oliver Herrmann
- 2002: Seventeen (Kurzfilm) – Regie: Pia Marais
- 2004: Le sacre du printemps – Regie: Oliver Herrmann
- 2008: Trio (Kurzfilm)- Regie: ((Marvin Kren))
- 2010: Unter dir die Stadt – Regie: Christoph Hochhäusler
- 2012: Töte mich – Regie: Emily Atef
- 2013: Und morgen Mittag bin ich tot – Regie: Frederik Steiner
- 2014: Akte Grüninger – Regie: Alain Gsponer
- 2014: Erledigung einer Sache – Regie: Dustin Loose
- 2014: Im Labyrinth des Schweigens – Regie: Giulio Ricciarelli
- 2014: Um jeden Preis (I Am Here) – Regie: Anders Morgenthaler
- 2016: Rastlos, Renée (Orpheline) – Regie: Arnaud des Pallières
- 2017: Die Unsichtbaren – Wir wollen leben – Regie: Claus Räfle
- 2017: Vakuum – Regie: Christine Repond
- 2019: Voir le Jour – Regie: Stanley Woodward[2]
- 2020: Apnoe – Regie: Julia Ketelhut
- 2021: Adopting Audrey – Regie: Michael Cahill
- 2022: Schächten – Regie: Thomas Roth
- 2022: Decision Game Miniserie 6 Ep. – Regie: Benjamin Pfohl
- 2024: Die Ermittlung – Regie: R.P. Kahl
- 2024: Landesverräter – Regie: Michael Krummenacher
- 2025: Karla – Regie: Christina Tournatzés

### Fernsehen
- 1979: Tatort: Mord im Grand-Hotel – Regie: Georg Lhotsky
- 1983: Lebenslinien – Regie: Käthe Kratz
- 1992: Tatort: Marion – Regie: Bruno Kasper
- 1995: Polizeiruf 110: Alte Freunde – Regie: Markus Imboden
- 1995: Bohai, Bohau – Regie: Didi Danquart
- 2001: Johann Wolfgang von Goethe: Faust I (als Mephistopheles) – Regie: Peter Schönhofer
- 2001: Johann Wolfgang von Goethe: Faust II (als Mephistopheles) – Regie: Thomas Grimm
- 2003: Haus ohne Fenster – Regie: Peter Reichenbach
- 2004: Giacomo Casanova – Regie: Richard Blank
- 2006: Tod eines Keilers – Regie: Urs Egger
- 2010: Gier – Regie: Dieter Wedel
- 2011: Geister (Schumanns Besuch) – Regie: Wieland Schulz-Keil
- 2012: Stolberg: Tödliches Netz – Regie: Andi Niessner
- 2013: Tatort: Letzte Tage – Regie: Elmar Fischer
- 2013: Stärke 6 – Regie: Sabine Boss
- 2015: Saboteure im Eis – Operation Schweres Wasser – Regie: Per-Olav Sørensen
- 2015: Nackt unter Wölfen – Regie: Michael Kadelbach
- 2015: Tatort: Preis des Lebens – Regie: Roland Suso Richter
- seit 2016: Der Zürich-Krimi (Fernsehreihe)
  - 2016: Borcherts Fall
  - 2016: Borcherts Abrechnung
  - 2018: Borchert und die letzte Hoffnung
  - 2018: Borchert und die Macht der Gewohnheit
  - 2019: Borchert und die mörderische Gier
  - 2019: Borchert und der Sündenfall
  - 2020: Borchert und die tödliche Falle
  - 2020: Borchert und der fatale Irrtum
  - 2020: Borchert und der Tote im See
  - 2021: Borchert und der eisige Tod
  - 2021: Borchert und der Mord im Taxi
  - 2021: Borchert und die bittere Medizin
  - 2021: Borchert und die Zeit zu sterben
  - 2021: Borchert und der verlorene Sohn
  - 2022: Borchert und die bittere Medizin 
  - 2022: Borchert und das Geheimnis des Mandanten
  - 2022: Borchert und die dunklen Schatten
  - 2023: Borchert und die Sünden der Vergangenheit
  - 2023: Borchert und der Mord ohne Sühne
  - 2023: Borchert und die Spur der Diamanten
  - 2024: Borchert und der Schuss ins Herz
- 2016: Lotte Jäger und das tote Mädchen – Regie: Sherry Hormann
- 2017: Die Lebenden und die Toten – Ein Taunuskrimi – Regie: Marcus O. Rosenmüller
- 2017: Kommissarin Lucas – Familiengeheimnis – Regie: Ralf Huettner
- 2018: Tatort: Schlangengrube
- 2019: Tatort: Wahre Lügen
- 2019: Tatort: Wo ist nur mein Schatz geblieben? – Regie: Florian Baxmeyer
- 2019: Wendezeit – Regie: Sven Bohse
- 2022: Tatort: Risiken mit Nebenwirkungen – Regie: Christine Repond
- 2025: Die Affäre Cum-Ex – Regie: Dustin Loose

## Eigene Produktionen
- 1979: Ich hab geträumt ich bin aufgewacht – Wien, mit Haralampii Oroschakoff (Video)
- 1981: Die Maske des Narren – Wien, (Video)
- 1984: Alle Herrlichkeiten dieser Erde, Live-Performance mit Haralampii Oroschakoff, Wien
- 1985: Fest-Veranstaltung Die Gegenwart der Erinnerung mit Gert Jonke, Galerie Raum 41, Bonn
- 1985: Mit jener Heiterkeit, die die Seele im Traum zu bewahren weiss – Bonn (Video)
- 1986: Wir wollen Gott… – Bonn, von und mit Bazon Brock (Video)
- 1986: Der blinde Sänger – Museum Abteiberg Mönchengladbach, mit Posaune vor den Bildern von Sigmar Polke (Live)
- 1987: Company (Beckett) – Galerie Klein Bonn, mit Wolf Aniol (Live)
- 1988: Cantos (Pound) – Galerie Klein, Bonn (Live)
- 1997: Und sie bewegt sich doch, Ilja Ehrenburg - Potsdamer Platz, Berlin - Live-Performance zu einer Licht-Installation von Gerhard Merz
- 1998: Alles ist zu ertragen, nur nicht Überglücklichkeit, Robert Walser – Bearb.: Robert Hunger-Bühler u. Michael Birkner – Regie: Robert Hunger-Bühler, Schlachthaus Bern
- 2001: Ohne Licht, Ohne Lärm, Textcollage von Robert Hunger-Bühler und Michael Birkner, Mitarbeit: Stefanie Carp – SHZ, Monolog, Regie: Klaus Michael Grüber
- 2011: Love Minus Zero/No Limit – Hommage zum 70. Geburtstag von Bob Dylan mit Sarah Bellin, Schiffbau Zürich
- 2014: Also sprach Zarathustra Friedrich Nietzsche – Integrale Rezitation des Werkes an 10 Tagen an 10 Orten. SHZ und Zürcher Festspiele

## Rezitation/Musik
- 1986: Gedenktag für Martin Heidegger (Der Feldweg)-Hückeswagen, mit Gero Steinbach, Stefanie Hierholzer und Ulrich Klaus
- 2003: Hugo Wolf/J.W.V. Goethe – Weimar, Festival Melos – Logos
- 2003: Invocation/Beat Furrer, Christoph Marthaler, Zürcher Festspiele, Rolle: Chauvin, UA
- 2005: Années de pèlerinage (Liszt) – Zürich, Bayreuth, Sils Maria, Davos, mit Seung-Yeun Huh, Piano
- 2006: Experimentum Mundi (Giorgio Battistelli) – Lucerne Festival KKL, Regie Daniele Abbado, Leitung Claudio Abbado
- 2007: Träumereien eines Einsamen Spaziergängers (Rousseau) – Kilchberg, Zürich, Petersinsel, Sils Maria, mit Simone Keller, Piano
- 2006: Ekklesiastische Aktion (Bernd Alois Zimmermann) WDR, Philharmonie Köln, Leitung: Heinz Holliger (CD, ECM Records "Canto die speranza", mit Andreas Schmidt und Gerd Böckmann) CD ECM 2074
- 2009: Schöne Geschichten (Stefan Wolpe), Collegium Novum, Schiffbau-Halle Zürich
- 2011: Petrarca-Canzoniere – Hamburg, Gerd Bucerius-Stiftung, mit Karlheinz Stierle
- 2011: Vier Jahreszeiten (Tschaikowski/Marais) – Tonhalle Zürich, mit dem Zürcher Kammerorchester, Leitung Michael Sanderling
- 2013: Wie ich Welt wurde / Hans Neuenfels, Zürcher Festspiele/SHZ, Rolle: Wagner; UA
- 2014: "Akademie der Lesenden Künste", Wege durchs Land, Holzhausen, "Brod und Wein" Hölderlin mit Uwe Kolbe, Mike Swoboda
- 2014: "Der Riss durch den Tag", Johannes Maria Staud/Durs Grünbein, Leitung: Matthias Pintscher, Ensemble Intercontemporain Paris, Lucerne Festival
- 2015: "Gelt da war ich trotzig", Lesung der Briefe zur Ausstellung Otto Meyer-Amden im Kunstmuseum Winterthur
- 2015: "Merzluft" Ein Film von Heinz Bütler, PiXiU Films, Zürich
- 2016: "Zwischentöne" Kammermusik Festival Engelberg, Merel Quartett, Lesung: Kafka Milton, Bierce, Dante, Bulgakov
- 2016: "Dada-Soirée Festspiele Zürich mit Peter von Matt
- 2016: "Basta" Robert Walser Rezitation im Kunstmuseum Chur in der Ausstellung "Solo-Walks" (Zweifel/Steiner)
- 2017: "Aufgehobene Zeit" Gedichte von Urs Martin Strub, Theater am Neumarkt
- 2018:  "Moravagine Idiot" Schaurige Geschichten, Blaise Cendrars, Theater am Rigiblick, mit Martin Schütz
- 2018/2019: "Egmont" Rezitation: Beethoven/Goethe/Mosengeil, Barockorchester Helsinki, Leitung Aapo Häkkinen CD
- 2019: "Ilias" Rezitation mit Julian Sartorius (Schlagzeug) Uebersetzung Kurt Steinmann, Schauspielhaus Zuerich
- 2019:  "Lesung am See" Arbeiterstrandbad Tennwil "Den Menschen Spielen"
- 2019: "Erinnerungen an Igor Strawinsky" von C.F. Ramuz, Leseverein Kilchberg mit Marina Stauffer (Tanz)
- 2019:  "Röbeli wird Robert" Rezitation und Gespräch mit Stefan Stirnemann und Annette Stirnemann in der Seeburg, Uttwil am Bodensee.
- 2020:  "Literarischer Einblick in die Sammlung Werner Coninx". Aargauer Kunsthaus
- 2020:  "Kosmos Dürrenmatt" Museum Strauhof Zürich Lesung aus "Stoffe" Vernissage St. Peter-Kirche, Audiotext "Hirn"
- 2020:  "Festival Unerhört" Theater am Neumarkt Zürich. "Es kommen andere Zeiten" mit Julian Sartorius
- 2022: "La Pellegrina Pessoa/Schumann Pessoa II" Vokalensemble Zürich, Rezitation, Luzern, Bern, Zürich, Leitung Peter Siegwart
- 2022: "Zauberei und Sprache" Villa Grunholzer, Uster, Buchpremiere, Rezitation, mit Christoph Meister und Simon Zumsteg
- 2023:  "Städtereisen" Robert Walser/Biel das Seeland, Rezitation Theater am Rigiblick und Theater Ticino, mit Noldi Alder (Hackbrett)
- 2023:  "Benno Besson 100 Jahre" Kurtheater Baden, Lesung zur Ausstellung
- 2023:  "Pèlerinage" Liszt, FESTIVAL Klus Classics, Rezitation mit Seung-Yeun Huh, Klavier
- 2024:  "Die seltsame Wendung" Ludwig Hohl, Rezitation mit Julian Sartorius, Bern Bundesarchiv, Magnus Wieland
- 2024:  "19/21 Synchron Global" herausgegeben von Charles Linsmayer, Buchvernissagen, Rezitation in Bern, Zürich, Lenzburg, Gottlieben
- 2024:  "Vreneli's Gärtli" Oscar Panizza herausgegeben von Ute Kröger, Rezitation im Sanatorium Kilchberg
- 2024:  "SOK-Tagung" Schweizer Orthografische Konferenz, Zunfthaus zur Waag: Rezitation " Macht und Musik der Sprache"
- 2025:  "Apologie des Sokrates" Platon aus dem Griechischen von Kurt Steinmann, Lesung anlässlich der Hörbuch-Vernissage, mit Kurt Steinmann, Yannick Schmuki und Martin Zeller

## Hörspiel
- 2015: Urs Faes: Paris. Eine Liebe – Bearbeitung und Regie: Jean-Claude Kuner (Hörspiel – SRF/RBB)

## Publikationen
- Robert Hunger-Bühler, Jo Schultheis (Hrsg.): Gegenwart der Erinnerung. Lesebuch zum gleichnamigen Kunstprojekt nach dem Roman von Gert Jonke mit Jo Schultheis und Anne Tismer, Verlag Lothar Weber, Bonn 1988
- Robert Hunger-Bühler, Roland Koberg (Hrsg.): Mephisto – Ohne Licht, ohne Lärm. Henschel-Verlag, Berlin 2001.
- Robert Hunger-Bühler: Herzschlag-Zeit – Haiku. Edition Howeg, Zürich 2013, ISBN 978-3-85736-288-0.
- Francesco Petrarca, René Char: Stromauf-Stromab. Hörbuch gelesen von Robert Hunger-Bühler. Uebertragungen von Karlheinz Stierle und Peter Handke. Verlag Sprechtheater Zürich, Doppel-CD, 2004
- A Dream within a Dream. Edgar Allan Poe, CD SRF 2013, Regie Barbara Frey, Musik Fritz Hauser
- Merzluft. Film von Heinz Bütler, DVD und Hörbuch, PiXiU Films, Zuerich 2015.
- Letzte Dinge. Horst Lohse, Hieronymus Bosch Triptychon, Michael Herrschel, Christoph Maria Moosmann CD NEOS Music 2016, DNB 1130725596.
- Klaus Dermutz (Hrsg.): Robert Hunger-Bühler. Den Menschen spielen, Limmat Verlag, Zuerich 2018, ISBN 978-3-85791-847-6.
- Robert Hunger-Bühler: "Das Leben wird ein Epigramm,"Die Weltwoche 16.-18. April 2024 https://weltwoche.ch/autor/robert-hunger-buehler/
- Apologie des Sokrates, Platon, Aus dem Griechischen von Kurt Steinmann. Hörbuch 2 CD. Verlag Audio Punctum, mit Kurt Steinmann, Yannick Schmuki, Martin Zeller

## Belege
1. ↑  Robert Hunger-Bühler bei Filmmakers, abgerufen am 4. Dezember 2021
2. ↑  Voir le jour (2019), unifrance.org, abgerufen am 29. April 2020.

| Personendaten    | Personendaten                        |
| ---------------- | ------------------------------------ |
| NAME             | Hunger-Bühler, Robert                |
| KURZBESCHREIBUNG | Schweizer Schauspieler und Regisseur |
| GEBURTSDATUM     | 7. Mai 1953                          |
| GEBURTSORT       | Hefenhofen, Thurgau                  |